# Мустафино (Туймазинский район)
Муста́фино (баш. Мостафа) — деревня в Туймазинском районе Республики Башкортостан Российской Федерации. Входит в состав Николаевского сельсовета.

## География

### Географическое положение
Расстояние до:
- районного центра (Туймазы): 30 км,
- центра сельсовета (Николаевка): 3 км,
- ближайшей ж/д станции (Кандры): 17 км.

## Население
| 2002 | 2009 | 2010 |
| ---- | ---- | ---- |
| 74   | ↘71  | ↗73  |

### Национальный состав
Согласно переписи 2002 года, преобладающие национальности — башкиры (70 %), татары (29 %).